# Barbara Burke
Pour les articles homonymes, voir Burke.
Barbara Hannah Anita Burke  (née le 13 mai 1917 à Norwood New Town, et morte le 8 août 1998) est une athlète britannique d'Afrique du Sud spécialiste du sprint et du 80 m haies. Licenciée au Mitcham Ladies, elle fut l'ancienne détentrice du record du monde du 80 mètres haies avec un temps de 11 s 6 réalises en 1937 lors de l'ISTAF à Berlin.

## Biographie

### Palmarès
| Date | Compétition                  | Lieu    | Résultat | Épreuve              | Performance |
| ---- | ---------------------------- | ------- | -------- | -------------------- | ----------- |
| 1934 | Jeux de l'Empire britannique | Londres | 4e       | Relais 110-220-110 y |             |
| 1936 | Jeux olympiques d'été        | Berlin  | 2e       | 4 × 100 m            | 47 s 6      |
| 1938 | Jeux de l'Empire britannique | Sydney  | 4e       | 100 yards            |             |
| 1938 | Jeux de l'Empire britannique | Sydney  | 5e       | 220 yards            |             |
| 1938 | Jeux de l'Empire britannique | Sydney  | 1er      | 80 m haies           | 11 s 7      |

### Records
| Épreuve    | Performance | Lieu | Date |
| ---------- | ----------- | ---- | ---- |
| 100 mètres | 12 s 1      |      | 1936 |